# Красота (альбом «Ляписа Трубецкого»)
| Оценки критиков | Оценки критиков |
| Источник        | Оценка          |
| --------------- | --------------- |
| Живой звук      | [ 1 ]           |

«Красота» — третий студийный альбом группы «Ляпис Трубецкой», который был выпущен 12 мая 1999 года.

## Об альбоме
Рабочее название альбома «Мне ль с моею красотой бояться одиночества».
Для оформления обложки альбома были использованы фрагменты клипа «Розочка» (режиссёры — А. Терехов, М. Тыминько). Дизайн обложки — Александр Максимович.
Белорусский вариант оформления диска слегка отличается от российского варианта Красоты. В белорусском издании альбома композиции «Сказочка» и «Петька-морячок» числятся как «Сказка» и «Петька-моряк».
«Красота» стал последним CD группы, произведённым на заводе DCM в Швеции (первые три СD-релиза «Ляписов» — Ты кинула, Любови капец! и Ляписдэнс — также были изготовлены в Швеции). В Беларуси диск был выпущен на заводе компании «ПАН-Рекордз».
Существует полуофициальное переиздание альбома под названием Всем девчонкам нравится, вышедшее в 2000 году.
Процесс записи композиции «Яблони» был запечатлён на камеру и вошёл в видеофильм «Всем девчонкам нравится».

## Список композиций
| №                   | Название            | Длительность |
| ------------------- | ------------------- | ------------ |
| 1.                  | «Сказочка»          | 4:20         |
| 2.                  | «Яблони»            | 5:32         |
| 3.                  | «Русалки»           | 4:23         |
| 4.                  | «Лётчик и моряк»    | 4:22         |
| 5.                  | «Саня-Таня»         | 4:20         |
| 6.                  | «Петька-морячок»    | 3:04         |
| 7.                  | «Розочка»           | 4:12         |
| 8.                  | «Вернись»           | 5:16         |
| 9.                  | «Чертовки»          | 5:00         |
| 10.                 | «Берёзки»           | 4:50         |
| 11.                 | «Снежная королева»  | 3:26         |
| 12.                 | «Красота»           | 3:23         |
| Общая длительность: | Общая длительность: | 51:26        |

## Участники
- Сергей Михалок — вокал, аккордеон
- Павел Булатников — вокал
- Руслан Владыко — гитары, клавишные, аккордеон
- Дмитрий Свиридович — бас-гитара
- Павел Кузюкович — валторна
- Георгий Дрындин — труба
- Алексей Любавин — ударные, перкуссия

Над альбомом также работали:
- Андрей Кучеренко — сведение
- Андрей Пащенков — сведение